# Joseph Pholien
Joseph Pholien (Liegi, 28 dicembre 1884 – Bruxelles, 4 gennaio 1968) è stato un politico belga.

## Biografia
Fu eletto al Senato nel 1936 e tra il 1938 ed i 1939 fu ministro della Giustizia. Durante la seconda guerra mondiale fu ufficiale di fanteria e combatté contro i tedeschi. Sostenne il ritorno al trono del re Leopoldo III del Belgio. È stato primo ministro dal 15 agosto 1950 al 15 gennaio 1952 e successivamente ministro della Giustizia.